# Hans Hoof
Hans-Heinrich Hoof (* 28. April 1925 in Niederndorf; † 18. Oktober 1998) war ein deutscher Politiker und Landtagsabgeordneter (CDU).

## Leben und Beruf
Nach dem Besuch der Volksschule absolvierte er eine kaufmännische Ausbildung und eine Banklehre. Er beantragte am 15. Januar 1943 die Aufnahme in die NSDAP und wurde zum 20. April desselben Jahres aufgenommen (Mitgliedsnummer 9.487.960). Anschließend war er als Bankkaufmann tätig. Nach dem Besuch der Fachhochschule für Öffentliche Verwaltung war Hoof als Beamter des gehobenen Dienstes bei der Stadt Freudenberg und bei der Straßenverwaltung Rheinland-Pfalz tätig. Mitglied der CDU wurde er 1956. Hoof war in zahlreichen Gremien der CDU vertreten. So war er u. a. Mitglied des Kreisvorstandes der CDU und Vorsitzender des CDU-Stadtverbandes Freudenberg.

## Abgeordneter
Vom 29. Mai 1980 bis zum 30. Mai 1990 war Hoof Mitglied des Landtags des Landes Nordrhein-Westfalen. Er wurde jeweils über die Landesliste seiner Partei gewählt. 
Dem Stadtrat der Stadt Freudenberg gehörte er ab 1974 bis 1980 an. Außerdem war er von 1969 bis 1989 Mitglied des Kreistages des Kreises Siegen und Mitglied der Landschaftsversammlung des Landschaftsverbandes Westfalen-Lippe.

## Auszeichnungen
- Bundesverdienstkreuz Erster Klasse